# Micha Perles
Micha Asher Perles (Jerusalém, 1936) é um matemático israelense.
Trabalha com geometria na Universidade Hebraica de Jerusalém. Dentre suas contribuições estão a configuração de Perles, com a qual provou a existência de polítopos irracionais, e (com Yehoshua Bar-Hillel e Eli Shamir) o lema do bombeamento para linguagens regulares.